# NGC 3242
NGC 3242, även känd som Caldwell 59, är en planetarisk nebulosa belägen i stjärnbilden Vattenormen. Den upptäcktes 7 februari 1835 av William Herschel som katalogiserade den som H IV.27. John Herschel observerade den från Godahoppsudden, Sydafrika, på 1830-talet, och numrerade den som h 3248, och införde den i 1864 års allmänna katalog som GC 2102. Detta blev NGC 3242 i J. L. E. Dreyers nya allmänna katalog från 1888. Den kallas ofta Jupiters Ande eller Jupiters Spöke på grund av dess visuella storlek liknande planetens, men den kallas också ibland Ögonnebulosan.

## Egenskaper
NGC 3242 har en bredd av omkring två ljusår och innehåller en central vit dvärg med en skenbar magnitud av 11. Nebulosans inre lager bildades för ca 1 500 år sedan. De två ändarna av nebulosan markeras av FLIERs, lober av snabbt rörlig gas ofta rödtonade i falskt färgade bilder. NGC 3242 kan lätt observeras med amatörteleskop och verkar blågrön för de flesta observatörer. Större teleskop kan också urskilja dess yttre halo.

## Galleri

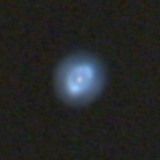
Bild av NGC 3242 med 10-tums Schmidt-Cassegrain-teleskop
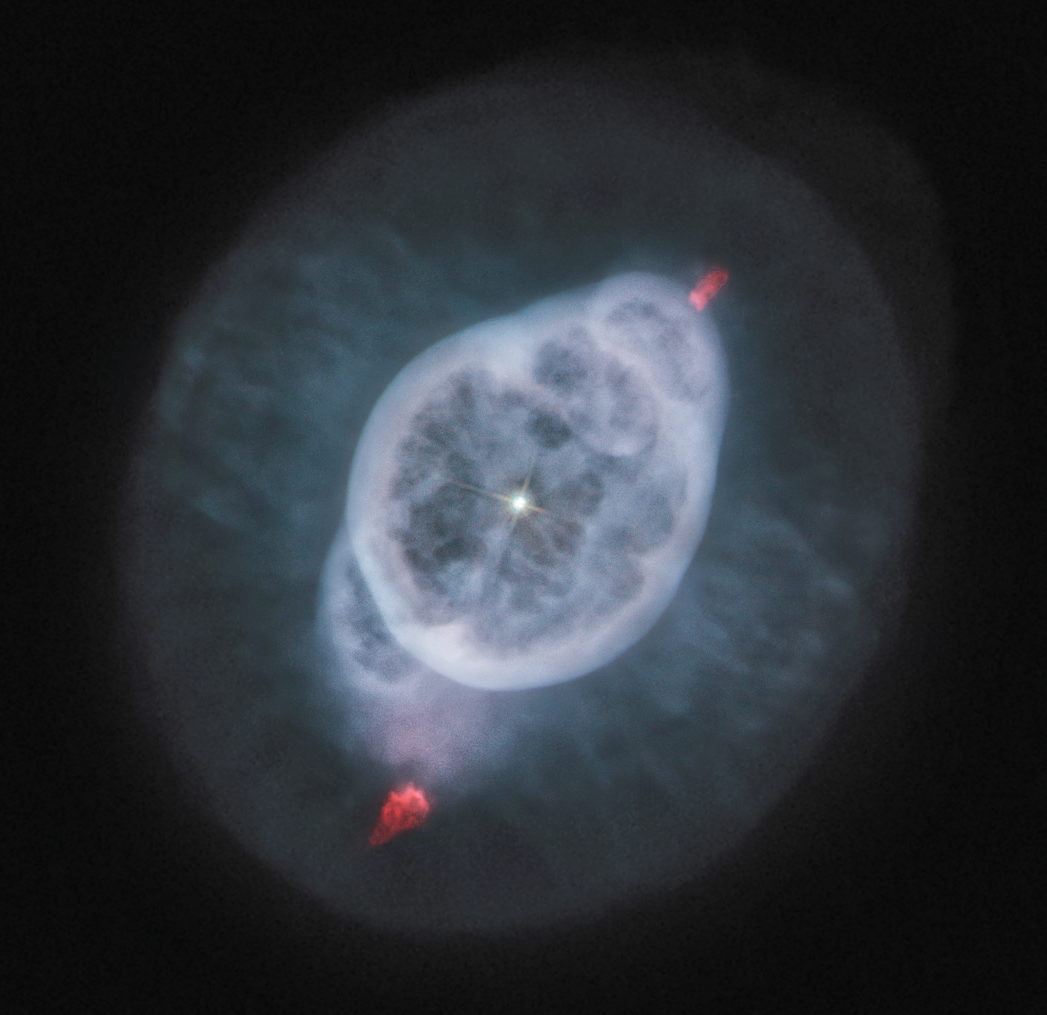
Bild på NGC 3242 tagen med Rymdteleskopet Hubble. Foto: HST/NASA/ESA,
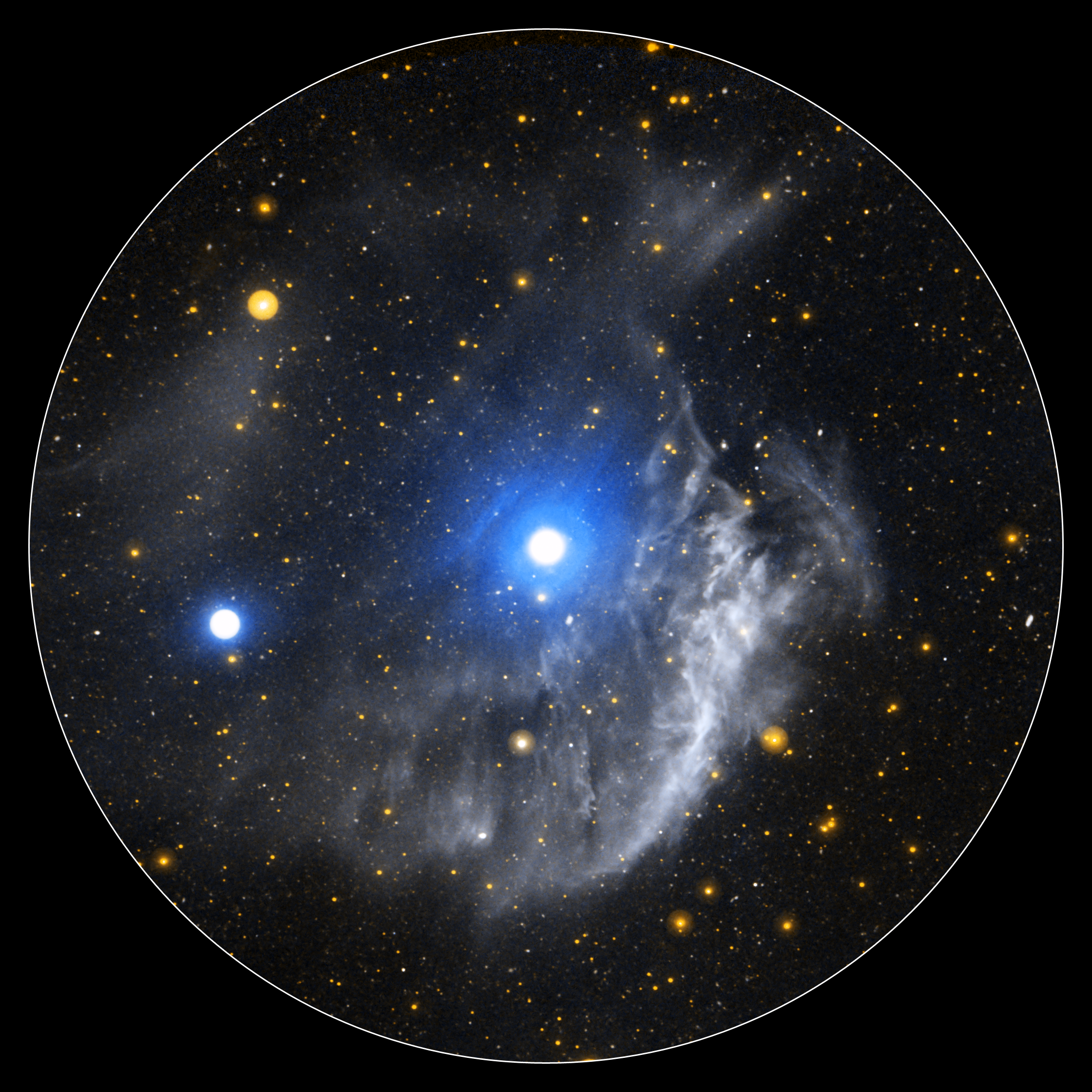
Ultraviolet bild från NASA's Galaxy Evolution Explorer
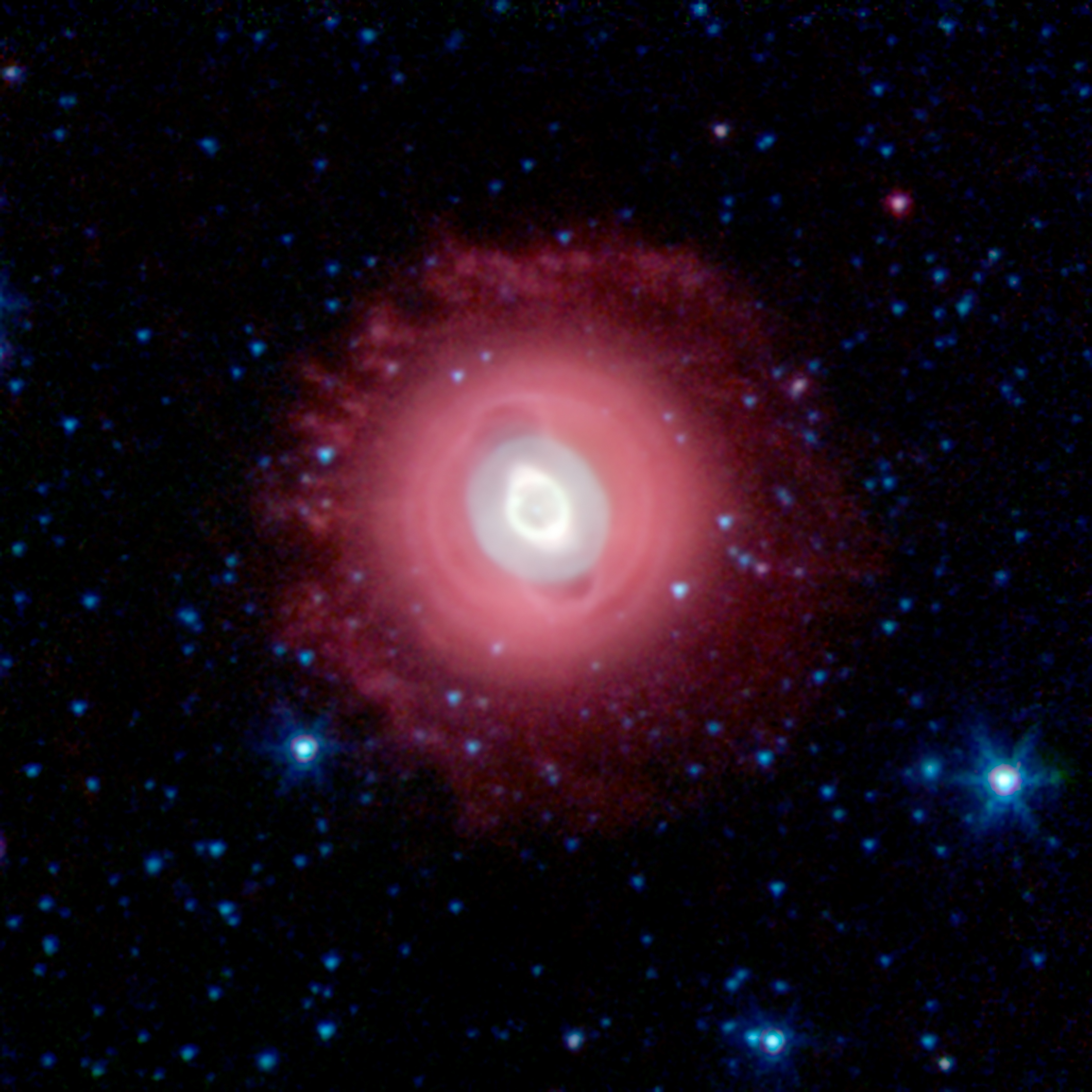
Infraröd bild av Spitzer Space Telescope